# Halterofilia en los Juegos Olímpicos de Atenas 1896 - Levantamiento con dos brazos
El levantamiento con dos brazos fue uno de los dos eventos de halterofilia del programa de los Juegos Olímpicos de Atenas 1896. Los pesistas tenían tres intentos. Una vez que cada uno de ellos finalizara su primer intento, empezaban los segundos intentos. Luego de que cada uno realizara sus tres intentos, los tres primeros recibían tres intentos adicionales.
El levantamiento con dos brazos fue el primer evento de halterofilia del 7 de abril. El tipo de levantamiento era similar al moderno de dos tiempos. Viggo Jensen de Dinamarca, y Launceston Elliot del Reino Unido levantaron 111.5 kilogramos, y el desempate estuvo a manos del Príncipe George quien determinó que Jensen levantó de mejor forma que Elliot. Una protesta de la delegación británica tuvo como consecuencia que cada atleta tuviera un intento más para mejorar sus puntajes. Ninguno lo logró, y los resultados se mantuvieron como fuera originalmente declarado, con Jensen consiguiendo la medalla de oro. Jensen, sin embargo, se lesionó por los levantamientos extras al intentar levantar más de lo que podía.

## Resultados
| Posición | Atleta                     | Peso     |
| -------- | -------------------------- | -------- |
| 1        | Viggo Jensen (DEN)         | 111.5 kg |
| 2        | Launceston Elliot (GBR)    | 111.5 kg |
| 3        | Sotirios Versis (GRE)      | 90.0 kg  |
| 4        | Georgios Papasideris (GRE) | 90.0 kg  |
| 4        | Carl Schuhmann (GER)       | 90.0 kg  |
| 6        | Momcsilló Tapavicza (HUN)  | 80.0 kg  |